# Leonid Hurwicz
Leonid "Leo" Hurwicz (21. srpna 1917 Moskva – 24. června 2008 Minneapolis) byl americký židovský ekonom a matematik polského původu narozený v Rusku. V roce 2007 spolu s Ericem Maskinem a Rogerem Myersonem získal Cenu Švédské národní banky za rozvoj ekonomické vědy na památku Alfreda Nobela za „položení základů teorie návrhu mechanismů“. Cenu získal v devadesáti letech, což je v historii Nobelových cen rekord.
Byl profesorem ekonomie na Minnesotské univerzitě. Jako jeden z prvních začal v ekonomii využívat teorii her.

## Publikace
- Hurwicz, Leonid (1945). "The Theory of Economic Behavior" American Economic Review, 35(5), p p. 909– 925. Exposition on game theory classic.
- Hurwicz, Leonid (1969). "On the Concept and Possibility of Informational Decentralization," American Economic Review, 59(2), p. 513– 524.
- Hurwicz, Leonid (1973). The design of mechanisms for resource allocation, Amer. Econ. Rev., 63, p p. 1– 30.
- Hurwicz, Leonid (1995). "What is the Coase Theorem?," Japan and the World Economy, 7(1), pp. 49–74. Abstract.
- Hurwicz, Leonid, Stanley Reiter. Designing Economic Mechanisms. Cambridge: University Press, 2006. Dostupné online. ISBN 0521836417.